# Triestingauradweg
Der Triestingauradweg ist ein ca. 32 km langer Radweg in Niederösterreich durchs Industrieviertel. Er weist einen fast durchgängig flachen Streckenverlauf auf und verläuft entlang der Triesting.

## Beschreibung

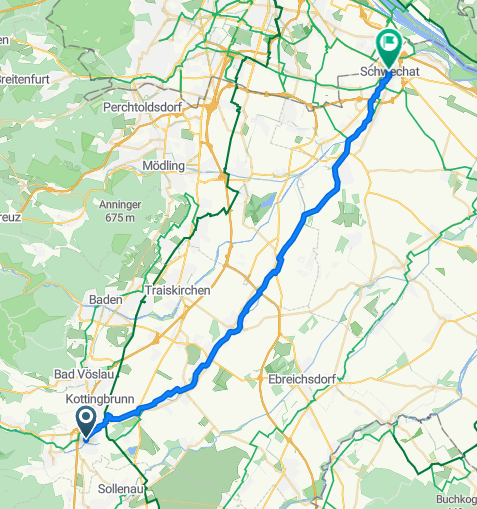
Kartenverlauf des Triestingauradweges

Er beginnt im Südosten in Wien/Lanzendorf und verläuft durch Himberg – Achau – Münchendorf – Trumau – Oberwaltersdorf – Tattendorf – Teesdorf – Günselsdorf – Schönau an der Triesting. Es besteht in Schönau an der Triesting Anschluss zum EuroVelo 9 (Thermenradweg) in Richtung Wien und Wiener Neustadt.